# Соковнин, Никита Фёдорович
Никита Фёдорович Соковнин (не позднее 1698—1770) — русский военачальник, генерал-аншеф. В исторической литературе чаще всего упоминается в связи с тем, что у него служил в юности ординарцем унтер-офицер Лейб-гвардии Семёновского полка Александр Васильевич Суворов.

## Происхождение
Выходец из дворянского рода Соковниных, который в XVII веке считался боярским и являлся одним из самых богатых и влиятельных в русском царстве. Правнук окольничего Прокофия Фёдоровича Соковнина (ок. 1600—1662), приближённого, и, предположительно, родственника первой жены царя Алексея Михайловича Марии Милославской (1624—1669). Внучатый племянник ключевых деятельниц русского старообрядчества, боярыни Феодосии Морозовой (1632—1675) и княгини Евдокии Урусовой (1635—1675), дочерей Прокофия Фёдоровича, до замужества — Соковниных.
В последней трети XVII века, уже после смерти Прокофия Фёдоровича и царицы Марии Милославской, вся семья Соковниных подверглась репрессиям. Боярыня Морозова и княгиня Урусова, за поддержку старообрядчества, были сосланы в Боровск и там осенью 1675 года уморены голодом, а их доверенные слуги, числом 14, по царскому приказу заперты в деревянном срубе и сожжены. Их брат, окольничий Алексей Прокофьевич Соковнин (ок. 1630—1697) был четвертован на Красной площади по приказу Петра I вместе со своим зятем Фёдором Матвеевичем Пушкиным, предком поэта. Наконец, Фёдор Прокофьевич Соковнин (около 1630—1697 или несколько позже), боярин и окольничий, после казни брата был сослан с семьёй в дальние деревни, где вскоре умер.
Один из эпизодов трагической история рода Соковниных послужила основной для картины художника В. И. Сурикова «Боярыня Морозова», а А. С. Пушкин упоминает своего предка, Фёдора Пушкина, казнённого вместе с тестем, А. П. Соковниным, в стихотворении «Моя родословная».

## Биография
Никита Фёдорович Соковнин был сыном стольника Фёдора Фёдоровича Соковнина (ок. 1660—1698), который сравнительно молодым человеком скончался в ссылке вскоре после своего отца, Фёдора Прокофьевича. В некоторых случаях Никиту Фёдоровича называют младшим братом Фёдора Фёдоровича, однако, это, скорее всего, ошибка. Наиболее вероятной датой его рождения следует считать вторую половину 1690-х годов. Большую часть своего детства Никита Фёдорович провёл в ссылке, откуда его вместе с семьёй в дальнейшем возвратили.
Практически вся многолетняя военная служба Никиты Фёдоровича была связана с Лейб-гвардии Семёновским полком. Будучи офицером-семёновцем, он, как считается, пострадал по делу Артемия Волынского, и едва не повторил судьбу других членов своей семьи. Однако, пришедшая в власти императрица Елизавета амнистировала его, как и других сторонников Волынского, и даже приказал организовать торжественную церемонию Возвращения чести (включавшую в себя возвращение шпаг) перед строем лейб-гвардии Семёновского полка, по окончании которой Соковнин и несколько его товарищей снова вернулись к службе в полку офицерами. Хотя роль Никиты Соковнина в так называемом кружке Волынского неизвестна, а некоторые историки вообще сомневаются в том, что он проходил по этому делу, все последующие двадцать лет своего правления императрица Елизавета неизменно благоволила Соковнину. На всём протяжении 1740-х годов он служил штаб-офицером Семёновского полка, в 1750—1755 годах был его командиром. Был произведён 25 декабря 1755 года в генерал-лейтенанты и впоследствии состоял в этом чине в период правления Петра III. 30 августа 1757 года был награждён орденом Александра Невского, на тот момент — вторым по старшинству после ордена Андрея Первозванного.
Ничего не имела против Н. Ф. Соковнина и Екатерина Вторая. Не позднее 1762 года он был произведён в генерал-аншефы, после чего, вероятно, вышел в отставку.
Несмотря на разветвлённость рода Соковниных, приводившую к многочисленным разделам имущества, и репрессии, которым он систематически подвергался во второй половине XVII века, Н. Ф. Соковнин оставался очень богатым человеком. По состоянию на 1762 год, в Орловском уезде ему принадлежало 1764 души крепостных крестьян, и в Московском уезде ещё 174, итого, почти 2 000 душ. Соковнин владел каменным домом в Москве, и обширными поместьями под Орлом.
Супругу Соковнина, по некоторым данным, звали Екатерина Григорьевна. Похоронен он был, вероятнее всего, в церкви Николы Красный Звон, в Китай-городе, служившей фамильной усыпальницей Соковниных.